# William Duer (Politiker, 1747)

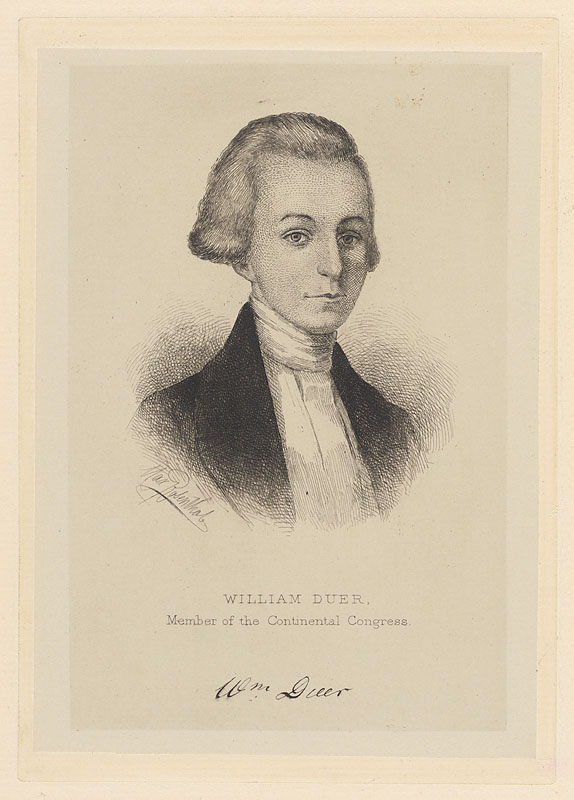
William Duer

William Duer (* 18. März 1747 in Devonshire, England; † 18. April 1799 in New York City) war ein US-amerikanischer Rechtsanwalt, Bodenspekulant und Politiker. Er war der Vater von Richter William Alexander Duer und Großvater des Kongressabgeordneter William Duer (1805–1879).

## Leben
William Duer schloss seine Vorbereitungsstudien ab und besuchte dann das Eton College (England). Er wurde 1765 aide-de-camp von Lord Clive, dem Generalgouverneur von Indien. Dann wanderte er 1768 nach Amerika ein und ließ sich in Fort Miller (New York) nieder. Am 1. Juli 1773 wurde er zum Friedensrichter ernannt und im gleichen Jahr auch zum Richter von Charlotte County (heute Washington County). Ferner baute er die ersten Säge- und Getreidemühlen bei Fort Miller und errichtete eine Schnupftabakfabrik sowie eine Pulvermühle.
Duer war eine prominente Figur in der Amerikanischen Unabhängigkeitsbewegung. Er war 1776 und 1777 Mitglied im Provinzkongress. Im letzten Jahr bekleidete er auch einen Sitz im Senat von New York. Ferner wurde er im gleichen Jahr und im darauffolgenden zum Richter am Court of Common Pleas ernannt. Er zog nach Fishkill (New York) und später zu dem, was heute Paterson (New Jersey) bildet, wo er die erste Baumwollspinnerei errichtete. Duer war 1777 und 1778 Mitglied im Kontinentalkongress und unterzeichnete in diesem Zeitraum die Konföderationsartikel. Dann zog er 1783 nach New York City. Er war 1786 Mitglied in der New York State Assembly. Danach war er zwischen 1789 und 1790 als stellvertretender Minister im Finanzministerium (Treasury  Department) tätig. Am 9. März 1792 ging er bankrott; drei Tage später wurde er auf Grund von Veruntreuung staatlicher Mittel strafrechtlich verfolgt. Am 23. März musste er ins Schuldgefängnis. Sein Ruin verursachte die Panik von 1792.
Duer verstarb 1799 in New York City, wurde in der Familiengruft in der alten Kirche von St. Thomas beigesetzt und später nach Jamaica (New York) umgebettet.